# Pačarađe
Pačarađe (en serbe cyrillique : Пачарађе) est un village du sud du Monténégro, dans la municipalité de Cetinje.

## Démographie

### Évolution historique de la population[1]
| 1948 | 1953 | 1961 | 1971 | 1981 | 1991 | 2003 |
| ---- | ---- | ---- | ---- | ---- | ---- | ---- |
| 80   | 69   | 22   | 13   | 4    | 6    | 4    |